# Ted Nugent (album)
| Recensione | Giudizio |
| ---------- | -------- |
| AllMusic   | [ 3 ]    |

Ted Nugent è il primo album del chitarrista Ted Nugent, pubblicato nel 1975 per la Epic Records.

## Tracce
Tutte le tracce sono state scritte da Ted Nugent eccetto dove diversamente indicato.
1. Stranglehold - 8:22
2. Stormtroopin' - 3:07
3. Hey Baby - 3:59 - (St. Holmes)
4. Just What the Doctor Ordered - 3:39
5. Snakeskin Cowboys - 4:30
6. Motor City Madhouse - 4:28
7. Where Have You Been All My Life - 4:03
8. You Make Me Feel Right at Home - 2:51
9. Queen of the Forest - 3:34

### Tracce bonus
- 10. Stormtroopin' [live] - 6:36
- 11. Just What the Doctor Ordered [live] - 4:52
- 12. Motor City Madhouse [live] - 8:38
- 13. Magic Party [outtake] - 2:55

## Singoli
- 1975: Hey Baby

## Formazione
- Ted Nugent - voce, chitarra
- Derek St. Holmes - chitarra ritmica, cori
- Rob Grange - basso
- Cliff Davies - batteria
- Steve McRay - tastiere